# فرانک ورندل
فرانک ورندل (آلمانی: Frank Wörndl؛ زادهٔ ۲۸ ژوئن ۱۹۵۹) اسکی‌باز آلپاین اهل آلمان است.
وی در مسابقات کشوری و بین‌المللی در مجموع برندهٔ ۱ مدال طلا، ۱ مدال نقره شده‌است.